# Kelly Osbourne

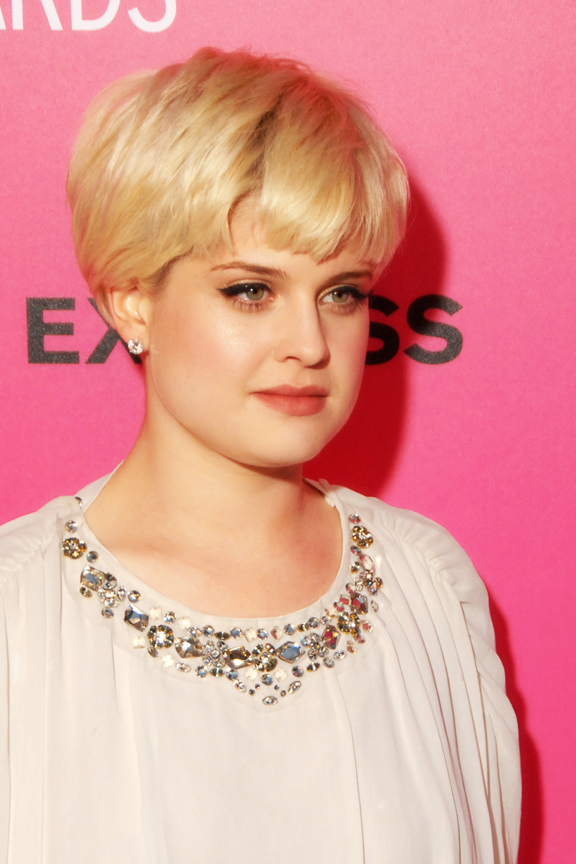
Kelly Osbourne

Kelly Michelle Lee Osbourne (Londen, 27 oktober 1984) is een Engels televisiepersoonlijkheid, actrice en zangeres. Ze is de dochter van rocklegende Ozzy Osbourne (van de gelijknamige band en van Black Sabbath) en zijn tweede vrouw Sharon.

## Biografie
Kelly raakte bekend door de reality-televisieserie The Osbournes, die vanaf maart 2002 op het scherm verscheen. De laatste aflevering verscheen in maart 2005.
Kelly maakte deel uit van een groep jonge artiesten, die de punk in de vroege jaren 00 een tweede leven gaf met hun pseudo-punk kleding en anti-gezag houding. In 2002 bracht ze haar eerste album Shut up uit. Vooral door de cover van Madonna's Papa don't preach kreeg dit album bekendheid. Op het Ozzfest van 2002 en een aantal andere concerten, zong Kelly samen met Andrew W.K. het nummer She Is Beautiful.
In 2003 zong Kelly een duet met haar vader. Het nummer Changes (oorspronkelijk een nummer van Black Sabbath) werd een grote hit in Engeland en de Verenigde Staten. Het nummer werd toegevoegd aan het album Shut up, alsook enkele liveopnames, waarna het album de nieuwe naam Changes kreeg.
Kelly kreeg ook in 2004–2005 een rol in de televisieserie Life As We Know It , een highschool tiener-dramaserie. De serie werd na 11 afleveringen gestopt (al waren er 13 gemaakt).
In 2005 kwam haar tweede soloalbum Sleeping in the nothing uit.
Osbourne gaf op 1 september 2009 een autobiografie uit.

### Privé
Osbourne was verloofd met de chef-kok Matthew Mosshart. Osbourne en Mosshart leerden elkaar in 2011 kennen op de bruiloft van Kate Moss. De presentatrice en Matthew Mosshart zijn na een relatie van twee jaar uit elkaar gegaan. In 2009 was ze korte tijd verloofd met Luke Worrall.

## Discografie
| Album met eventuele hitnotering(en) in de Nederlandse Album Top 100 | Datum van verschijnen | Datum van binnenkomst | Hoogste positie | Aantal weken | Opmerkingen |
| ------------------------------------------------------------------- | --------------------- | --------------------- | --------------- | ------------ | ----------- |
| Shut up                                                             | 2002                  |                       |                 |              |             |
| Changes                                                             | 2003                  |                       |                 |              |             |
| Sleeping in the nothing                                             | 2005                  |                       |                 |              |             |

| Single met eventuele hitnotering(en) in de Nederlandse Top 40 | Datum van verschijnen | Datum van binnenkomst | Hoogste positie | Aantal weken | Opmerkingen       |
| ------------------------------------------------------------- | --------------------- | --------------------- | --------------- | ------------ | ----------------- |
| Papa don't preach                                             | 2002                  |                       |                 |              |                   |
| Shut up                                                       | 2003                  |                       |                 |              |                   |
| Come dig me out                                               | 2003                  |                       |                 |              |                   |
| Changes                                                       | 2003                  |                       |                 |              | met Ozzy Osbourne |
| One word                                                      | 2005                  |                       |                 |              |                   |